# 黃雋
黃雋（?—?），东汉官员，官至尚书令。
汉桓帝时，封爵和赏赐超出正常的制度，皇宫内的美女过于滥盛。汉桓帝追录河南尹邓万世的父亲邓遵的微功而赐封邓万世，重新恢复尚书令黃雋祖先已经断绝的封爵。延熹二年（159年），陈蕃上疏说：“封国的诸侯好像天上的二十八宿，拱卫帝王。汉高祖之约，非功臣不侯。爵位已封，再谈论也来不及，只是希望陛下到此为止。在皇宫之中有美女数千人，费用无法计算”。桓帝对陈蕃的建议颇为采纳，释放宫女五百余人，只赐给尚书令黃雋关内侯的封爵，而封邓万世为南乡侯。